# Gibraltar, Michigan
Gibraltar är en stad (city) i Wayne County i Michigan. Vid 2010 års folkräkning hade Gibraltar 4 656 invånare.